# René Tórgarð
René Tórgarð (Tórshavn, 3 agosto 1979) è un ex calciatore faroese, di ruolo portiere, già della nazionale faroese.